# Константинов, Борис Афанасьевич
Борис Афанасьевич Константинов (1937—1996) — генерал-лейтенант ВС РФ.

## Биография
Борис Константинов родился 17 мая 1937 года в селе Поповка (ныне — Татищевский район Саратовской области). Окончил десять классов специальной школы ВВС в Саратове. В 1955 году был призван на службу в Советскую Армию. В 1957 году окончил Балашовское военное авиационное училище лётчиков, в 1969 году — Военно-воздушную академию имени Ю. А. Гагарина, в 1983 году — Военную академию Генерального штаба. Служил на командных должностях в Дальней авиации.
С 1983 года занимал должности первого заместителя командующего и члена Военного совета 30-й воздушной армии, а с 1987 года командовал 46-й воздушной армией Верховного главнокомандования стратегического назначения. За время своей службы в Вооружённых Силах Константинов налетал более 5 тысяч часов, освоил 8 типов самолётов.
Погиб в автомобильной катастрофе 9 февраля 1996 года. Похоронен на кладбище села Катынь Смоленского района Смоленской области.
Заслуженный военный лётчик СССР (1981). Также был награждён орденами «За службу Родине в Вооруженных Силах СССР» 2-й и 3-й степеней, рядом медалей.